# Lotte Friisová
Lotte Friis přechýleně Lotte Friisová (* 9. února 1988, Blovstrød, Dánsko) je dánská plavkyně. Specializuje se zejména na dlouhé tratě volným stylem, na nichž patří k absolutní světové špičce.

## Plavecká kariéra
Svou první velkou medaili vybojovala na mistrovství Evropy v roce 2008, kde skončila třetí v závodě na 1500 metrů volně. Ve stejném roce dokázala bronzovou medaili získat také na Letních olympijských hrách na osmisetmetrové trati. V letech 2009 a 2011 se stala mistryní světa a k tomu v obou případech přidala navíc stříbrnou medaili, opět na nejdelších kraulařských tratích.
Od roku 2010 je držitelkou světového rekordu na trati 1500 metrů volným způsobem v krátkém bazénu.

## Ocenění
- dánská sportovkyně roku 2009

## Osobní rekordy
Dlouhý bazén
- 400 m volný způsob - 4:04.68 Šanghaj 2011
- 800 m volný způsob - 8:15.92 Řím, 2009
- 1500 m volný způsob - 15:46.30 Řím, 2009

Krátký bazén
- 400 m volný způsob - 3:58.02 Štětín 2011
- 800 m volný způsob - 8:04.61 Berlín 2009
- 1500 m volný způsob - 15:28.65 Birkeroed 2010